# Feride Rushiti
Feride Rushiti est la fondatrice et la directrice du Centre pour la réhabilitation des victimes de la torture au Kosovo,. Par son action elle a permis aux victimes de la guerre du Kosovo, d’accéder aux soins de santé mais aussi à la Justice. Elle a également joué un rôle clé dans l'élaboration du statut juridique du Kosovo pour le traitement humain des prisonniers et autres détenus, plaidant avec succès pour un contrôle indépendant des centres de détention. Elle reçoit, le 23 mars 2018, le prix international de la femme de courage, remis par Melania Trump, première dame des États-Unis.